# ايستغاه مازو (مازو)
ایستغاه مازو (بالفارسية: ایستگاه‌مازو) هي قرية تقع في قسم مازو الريفي، بمقاطعة أنديمشك التابعة لمحافظة خوزستان، إيران. يقدر عدد سكانها بـ 139 نسمة حسب الإحصاء السكاني الذي تمّ في عام 2006.